# Juho Niukkanen
Juhana (Juho) Niukkanen (né le 27 juillet 1888 à Kirvu – mort le 17 mai 1954 à Helsinki) est un agriculteur, homme politique, député et plusieurs fois ministre de Finlande,.